# 43 Batalion Łączności
43 batalion łączności – samodzielny pododdział dowodzenia ludowego Wojska Polskiego i okresu transformacji ustrojowej.
Rozkazem dowódcy OW II Nr 0034 z  5 maja 1949,  na bazie kompanii łączności utworzono 43 batalion łączności. Jednocześnie przeniesiono jednostkę z Wrzeszcza do Elbląga. 
W 1960  batalion otrzymał puchar dla  najlepszej jednostki na szczeblu związku taktycznego.
5 listopada 1961 gen. bryg. Eugeniusz Molczyk wręczył batalionowi sztandar.
Batalion wchodził w skład 16 Kaszubskiej Dywizji Pancernej. Stacjonował w garnizonie Elbląg.

## Dowódcy
- kpt. Zygmunt Moskwa
- mjr Zygmunt Kujawski
- mjr Aleksander Merło
- mjr Mieczysław Pawłowski
- kpt. Mieczysław Łyjak
- mjr dypl. Stanisław Kajda
- mjr Stefan Gniazdowski
- mjr Józef Tyburczy
- ppłk dypl. Ryszard Więcławski

## Skład organizacyjny
Dowództwo i sztab
- stacja szyfrowa
- kompania radiowa 
  - pluton wozów dowodzenia
  - 1 pluton radiowy
  - 2 pluton radiowy
- kompania telefoniczno – telegraficzna		
  - pluton transmisji informacji
  - pluton radioliniowo – kablowy
  - pluton łączności wewnętrznej i zasilania
- pluton łączności TSD
- Wojskowa Stacja Pocztowa
- pluton remontowy
- pluton zaopatrzenia
- pluton medyczny

## Przeformowanie
Pod koniec 1993 roku batalion zmienił  miejsce dyslokacji przenosząc się do obiektów koszarowych byłego Ośrodka Szkolenia Wojsk Lądowych im. Rodziny Nalazków.
1 stycznia 1995  na bazie 43 Batalionu Łączności, Kompanii Ochrony Regulacji Ruchu, 32 Kompanii Dowodzenia Szefa OPL, 48 Baterii Dowodzenia Szefa Artylerii  sformowano  16 Batalion Dowodzenia.